# Гомеш де Аморим, Франсишку
Франси́шку Го́меш де Амори́м (порт. Francisco Gomes de Amorim; 13 августа 1827, Повуа-ди-Варзин — 4 ноября 1891, Лиссабон) — португальский поэт и писатель.

## Биография
Франсишку Гомеш де Аморим родился 13 августа 1827 года в португальском городке Повуа-ди-Варзин (в составе нынешнего округа Порту; происходил из старинной, но небогатой семьи.
В возрасте десяти лет в поисках лучшей жизни приехал в Бразилию, где жизнь мальчика была полна лишений и опасностей. Приблизительно в пятнадцатилетнем возрасте юноше случайно попалась в руки поэма Жуана Батишта де Алмейда Гаррета «Камоэнс», и чтение этого стихотворения предопределило всю его дальнейшую жизнь. Написав восторженное письмо Гаррету, он получил ответ, с приглашением приехать в столицу Португалии. Гаррет радушно принял юношу, но Гомеш де Аморим, слишком гордый, чтобы обращаться к чужой помощи, выучился шляпному ремеслу, которым и зарабатывал на жизнь до тех пор, пока не получил места на государственной службе.
Лирические стихотворения Франсишку Гомеша де Аморима были изданы под заглавием «Cantos matutinos» («Утренние песни») и «Ephemeros».
Из драматических произведений писателя очень ценятся в Португалии: «Ghigui», «A vinda» («Вдова»), «О casamento e a mortalha» (Брак и похороны), «A comedia da vida» (Комедия жизни), «Don Sancho», «Il Cedro vermelho», (Желтая цедра). Романы — «Os selvageus», «О remorso vivo», «Fructos de vario sabor», «Muita parra pauca uva», «O amor de patria». Последний роман, относящийся к эпохе нашествия Наполеона, имел большой успех. Большой исторический интерес представляют его мемуары о Гаррете.
В конце XIX века русская поэтесса Мария Ватсон написала на страницах «Энциклопедического словаря Брокгауза и Ефрона» следующие слова о португальском писателе: «Г. — истинный поэт, сумевший здоровый реализм соединить с высоким идеализмом. Слог его образный, колоритный и, где нужно, поэтически нежный».
Франсишку Гомеш де Аморим умер 4 ноября 1891 года в городе Лиссабоне.